# Zygomyia plaumanni
Zygomyia plaumanni är en tvåvingeart som beskrevs av Lane 1951. Zygomyia plaumanni ingår i släktet Zygomyia och familjen svampmyggor. Inga underarter finns listade i Catalogue of Life.